# Roger Abjean
Pour les articles homonymes, voir Abjean.
Roger Abjean, né à Plouider le 22 octobre 1925 et mort à Morlaix le 12 juin 2009, est un prêtre, musicien et compositeur français, fondateur de plusieurs chorales, et artisan du renouveau du chant liturgique en langue bretonne.

## Biographie
Né dans une famille bretonnante, Roger Abjean apprend le français à l’âge de sept ans à l’école publique de Plouider. Il est ensuite pensionnaire au collège Saint-François de Lesneven de 1936 à 1944. Il est chantre dans la scola du collège. Il entre en 1944 au grand séminaire de Quimper où il acquiert en plus de ses études sacerdotales une formation musicale. Il est ordonné prêtre le 29 juin 1949 pour le diocèse de Quimper et de Léon.
Il est d’abord nommé vicaire-instituteur sur l'Île de Sein. À la fin de l’été 1950, il est nommé maître de chapelle à Landivisiau. Il y fonde la chorale Kanerien Bro Leon (Chanteurs du Pays de Léon) qui obtient le premier prix du concours national de chorales à Paris le 6 mai 1956. La chorale participe également dans les années 1950 aux congrès et fêtes du Bleun-Brug. 
Après dix années de ministère à Landivisiau, il est nommé en 1960 vicaire à la paroisse Saint-Matthieu de Morlaix. Il y crée aussitôt une nouvelle chorale, les Kanerien Sant Vaze (Chanteurs de Saint-Mathieu), dont le répertoire défend la musique bretonne, aussi bien religieuse que profane, mais s’ouvre également au classique. Il fonde en 1964 avec Georges Le Coz le premier chœur d’hommes de Bretagne, Paotred Breiz, puis, toujours avec Georges Le Coz, crée en 1968 l'Ensemble choral du Léon, qui ouvrira le premier festival du Relecq en 1971.
Il fait la connaissance d’Éliane Pronost (br) à la fin de l’année 1960. Celle-ci intègre l'Ensemble choral du Léon puis, en 1973, Roger Abjean forme autour d’elle le Quatuor vocal du Léon, quatuor de voix d’hommes qui l’accompagnera pendant de nombreuses années, au cours desquelles s’enchaînent concerts, enregistrements, plus de 60 disques et des publications.
Membre de la Kenvreuriez ar Brezoneg du diocèse de Quimper et Léon, l’abbé Roger Abjean arrange de nombreux cantiques et chants bretons, met en musique des psaumes qu'il traduit en breton avec son ami le frère Visant Seité, et compose plusieurs messes en breton : An oferenn war gan (1966) et Messe bretonne en l'honneur de Sainte-Anne (1975). Pendant plus de 30 ans, il édite de nombreux recueils de chants et partitions aux Éditions de la chorale Saint-Mathieu, qu'il héberge au presbytère Saint-Mathieu de Morlaix puis au presbytère de Carantec.
Il est nommé recteur de la paroisse de Carantec en 1985, charge qu’il assurera jusqu'en 2005. Il fonde une association pour faire construire un nouvel orgue à l’église paroissiale Saint-Carantec et il contribue à faire rénover la chapelle Notre-Dame de Callot.
Nommé chevalier de la Légion d’honneur en 2006, il a été décoré de l'ordre de l'Hermine en 2008.

## Distinctions
- Chevalier de la Légion d'honneur (2006).